# 天佑醫院 (多倫多)
天佑醫院（英語：Providence Healthcare）是加拿大安大略省多倫多士嘉堡的一所天主教醫院及長期護理中心，專門為中風、曾接受骨科手術及下肢截除的就診者提供物理治療。
該院歷史可追溯至1857年天主教聖若瑟修女會建立天佑院（House of Providence），為700名清貧人士提供住處。
2017年8月1日，天佑醫院與聖若瑟醫療中心及聖米高醫院一同組建多倫多聯合醫療系統。